# Hymenochaetales
Hymenochaetales é uma ordem de fungos da classe Agaricomycetes. Esta ordem, tal como é entendida na actualidade, está baseada em pesquisas moleculares e não em qualquer característica morfológica unificadora. Segundo uma estimativa de 2008, Hymenochaetales contém umas 600 espécies, sobretudo fungos corticioides e poliporos, mas inclui também vários fungos clavarioides e agáricos. Entre as espécies com relevância económica incluem-se fungos decompositores de madeira dos géneros Phellinus e Inonotus sensu lato, alguns dos quais podem ser motivo de perdas na indústria silvícola. Atribuem-se propriedades terapêuticas a Inonotus obliquus e Phellinus linteus, ambos actualmente comercializados.

## Taxonomia

### História
Esta ordem foi proposta em 1977 para promover a família Hymenochaetaceae a um escalão taxonómico mais elevado. Segundo a concepção original, as espécies de possuíam várias características morfológicas em comum, como basidiocarpos castanhos ou acastanhados que se tornam pretos em álcalis, hifas sem fíbulas, e a presença (na maioria das espécies) de cerdas características (cistídios de parede grossa em forma de espinho, visíveis com uma lupa).
Investigações posteriores de ultraestruturas mostrou que os membros de Hymenochaetales possuem doliporos com parentessomos imperfurados, enquanto que a maioria dos membros de Agaricomycetes possuem doliporos com parentessomos perfurados. Descobriu-se mais tarde que espécies dos géneros corticioides Hyphodontia e Schizopora compartilham esta particularidade, sugerindo que também estas possam estar relacionadas com Hymenochaetales, embora sejam morfologicamente distintas.

### Situação actual
Pesquisas moleculares, baseadas am análise cladística de sequências de ADN, ampliaram e redefiniram grandemente Hymenochaetales, dividindo a ordem em pelo menos seis clados diferentes.  O clado nuclear representa a tradicionalmente definida Hymenochaetaceae, excluindo os géneros Coltricia e Coltriciella; outro clado inclui os géneros corticioides Lyomyces e Schizopora (Schizoporaceae), juntamente com Coltricia e Coltriciella como um subclado; um outro clado (Repetobasidiaceae) inclui espécies agaricoides de Rickenella, a clavarioide Alloclavaria purpurea,  e vários fungos corticioides, incluindo o género Repetobasidium; os três clados restantes consistem das espécies corticioides de Hyphodontia e Kneifiella, e as espécies políporas de Oxyporus.
Nem todas as espécies actualmente classificadas em Hymenochaetales possuem doliporos com parentessomos imperfurados, pelo que esta ordem carece de quaisquer características morfológicas compartilhadas.

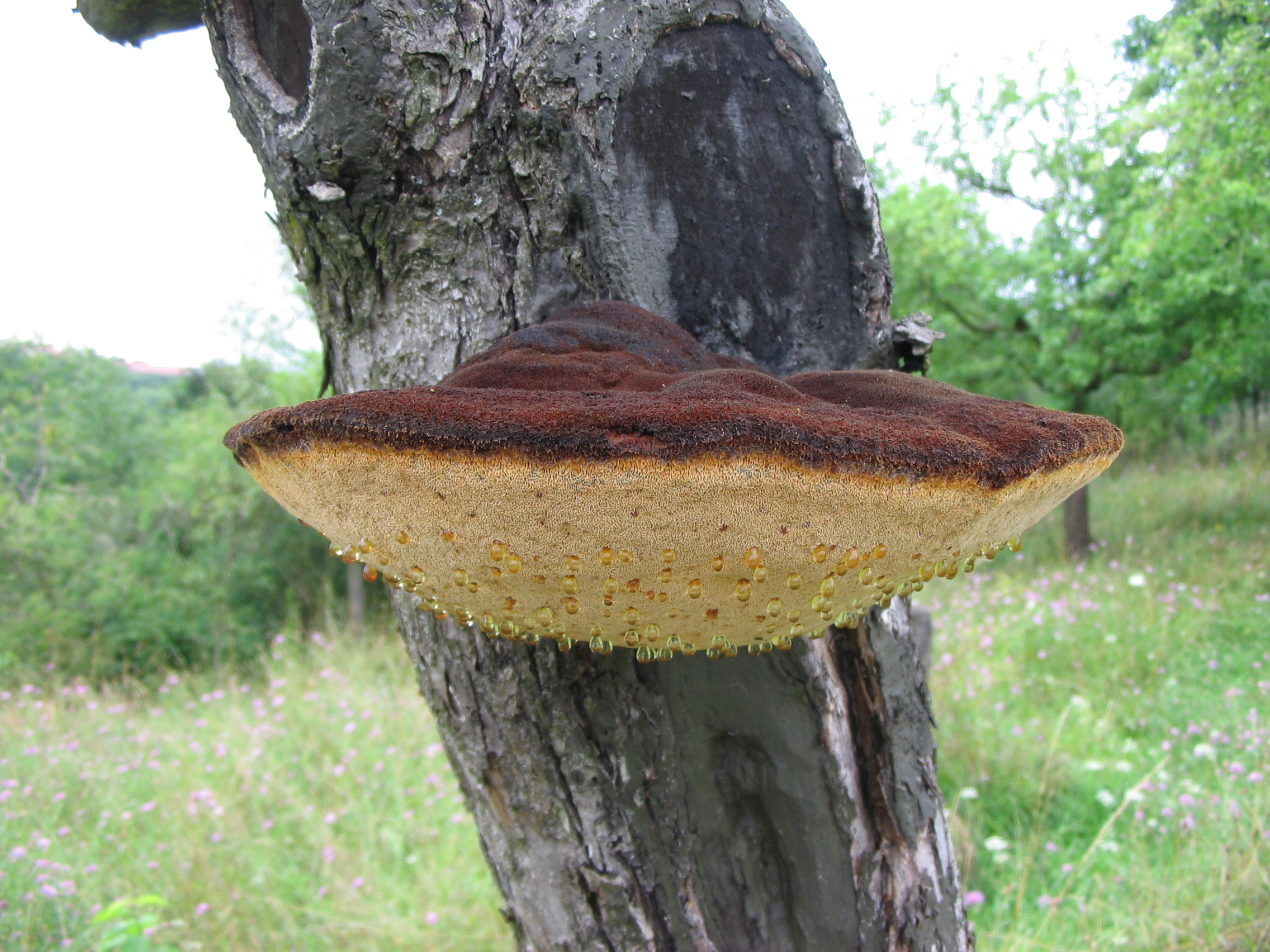
Inonotus hispidus (Hymenochaetaceae)
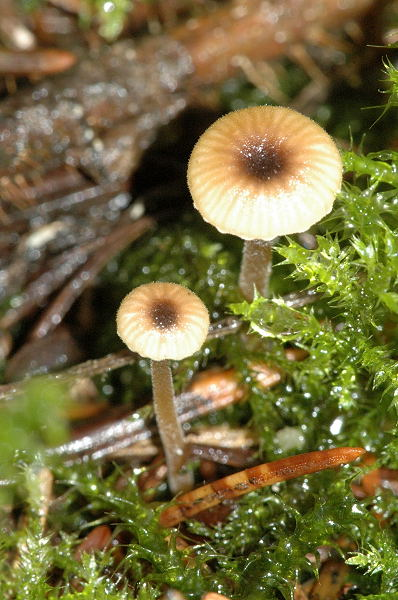
Rickenella swartzii (Repetobasidiaceae)
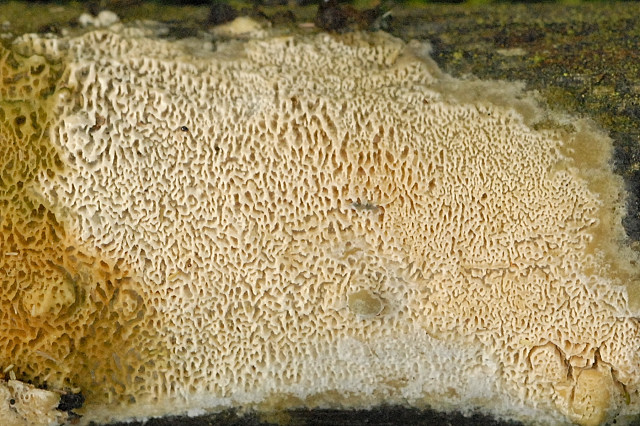
Schizopora paradoxa (Schizoporaceae)
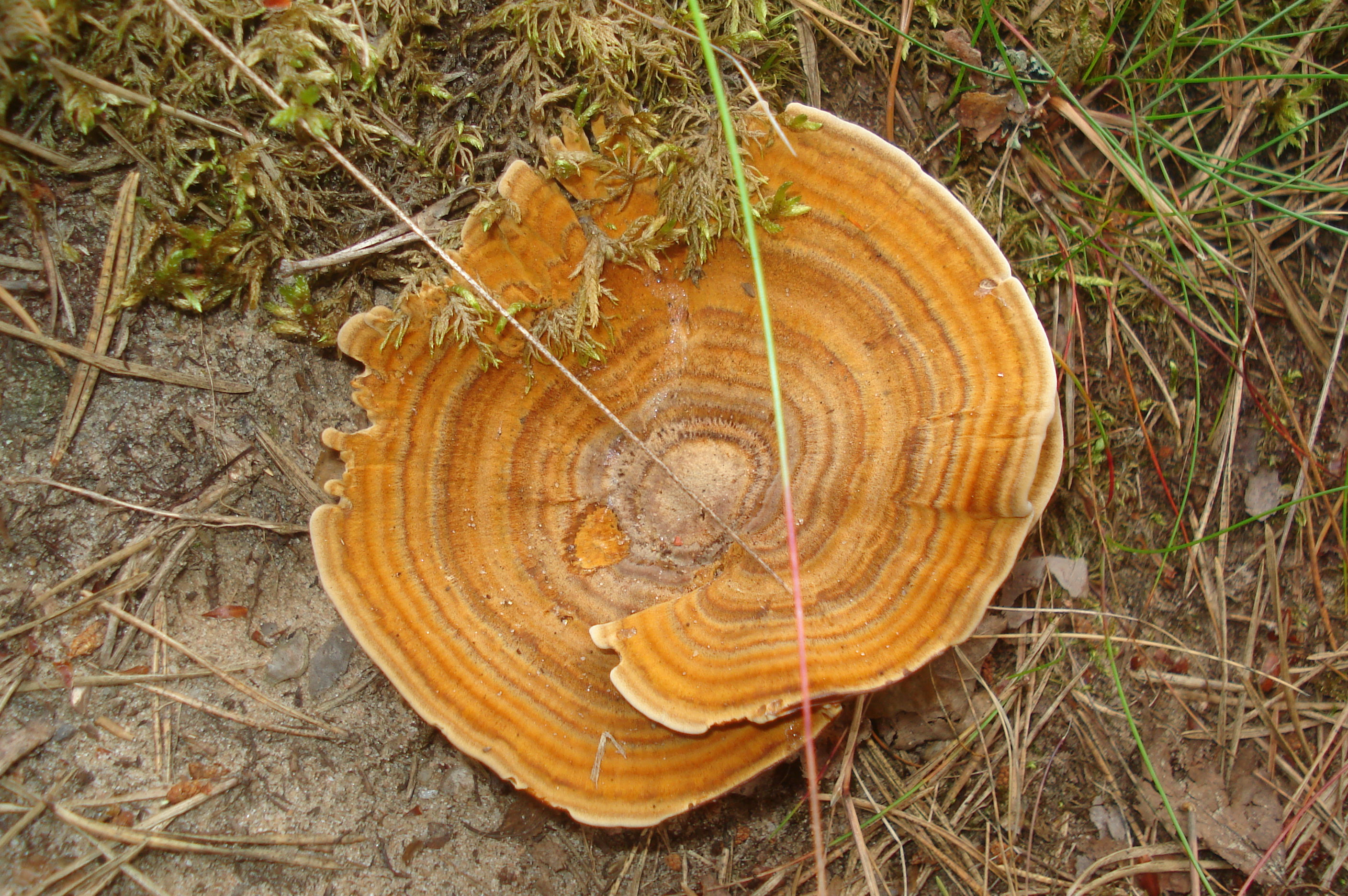
Coltricia perennis (subclado Coltricia )
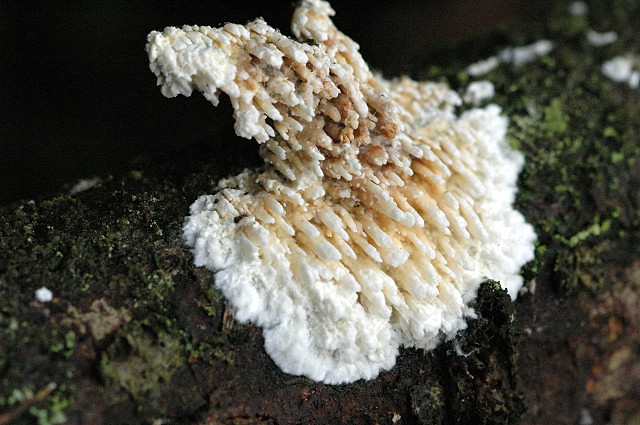
Hyphodontia arguta (clado Hyphodontia)

## Habitat e distribuição
A maioria destes fungos são saprófitas de madeira morta, mas algumas espécies de Hymenochaetaceae podem causar podridão em árvores vivas. Espécies de Coltricia e Coltriciella são estomicorrízicas. Espécies agaricoides de Rickenella e géneros relacionados são parasitas de musgos e hepáticas. A distribuição de Hymenochaetales é cosmopolita.

## Génerosincertae sedis
Vários géneros de Hymenochatales são classificados como incertae sedis relativamente à sua classificação em famílias desta ordem:
- Atheloderma Parmasto (1968)
- Caeruleomyces Stalpers (2000)[11]
- Cyanotrama Ghob.-Nejh. & Y.C. Dai (2010)[12]
- Fibricium J.Erikss. (1958)
- Ginnsia Sheng H.Wu & Hallenb. (2010)[13]
- Lawrynomyces Karasiński (2013)[14]
- Physodontia Ryvarden & H.Solheim (1977)
- Subulicium Hjortstam & Ryvarden (1979)